# Trichostomum protensum
Trichostomum protensum là một loài rêu trong họ Pottiaceae. Loài này được A. Braun ex Duby mô tả khoa học đầu tiên năm 1830.